# Franz Schuh (Schwimmer)
Franz Xaver Anton Schuh (* 15. März 1891 in Wien; † 13. Juni 1936) war ein österreichischer Schwimmer.

## Karriere
Schuh gewann im Mai 1912 den österreichischen Olympia-Qualifikationswettbewerb über 200 m Freistil und sicherte sich somit das Teilnahmerecht für die zwei Monate später in Stockholm stattfindenden Olympischen Spiele. Hier scheiterte er im Wettbewerb über 400 m Freistil als Dritter seines Vorlaufs. In der Disziplin 1500 m Freistil erreichte er das Halbfinale.